# 科斯贝贡
科斯贝贡（法語：Causse-Bégon，法語發音：[kos beɡɔ̃]）是法国加尔省的一个市镇，属于勒维冈区。

## 地理
科斯贝贡（44°3'43"N, 3°21'37"E）面积7.67 平方千米，位于法国奧克西塔尼大區加尔省，该省份为法国南部沿海省份，南端濒地中海，北起顺时针与阿尔代什省、沃克吕兹省、罗讷河口省、埃罗省、阿韦龙省和洛泽尔省接壤。
与科斯贝贡接壤的市镇（或旧市镇、城区）包括：楠村、圣让迪布吕埃勒、特雷沃。

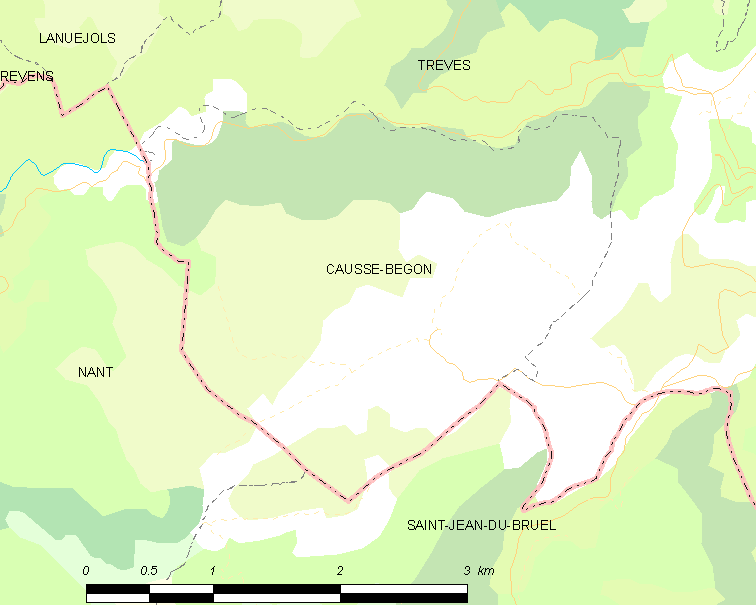
科斯贝贡的OSM定位图

科斯贝贡的时区为UTC+01:00、UTC+02:00（夏令时）。

## 行政
科斯贝贡的邮政编码为30750，INSEE市镇编码为30074。

## 政治
科斯贝贡所属的省级选区为勒维冈县。

## 人口

1962-2008年间科斯贝贡人口变化图示

科斯贝贡于2022年1月1日时的人口数量为25人。